# Eutropis
Eutropis – rodzaj jaszczurek z podrodziny Mabuyinae w rodzinie scynkowatych (Scincidae).

## Zasięg występowania
Rodzaj obejmuje gatunki występujące w południowej i południowo-wschodniej Azji oraz na Nowej Gwinei.

## Systematyka

### Etymologia
Eutropis (rodz. żeński): gr. ευ eu „dobry, ładny”; τροπις tropis, τροπεος tropeos, τροπιδος tropidos „kil”.

### Podział systematyczny
Do rodzaju należą następujące gatunki: 

- Eutropis alcalai Barley, Sanguila & Brown, 2021
- Eutropis allapallensis (Schmidt, 1926)
- Eutropis andamanensis (Smith, 1935)
- Eutropis ashwamedhi (Sharma, 1969)
- Eutropis austini Batuwita, 2016
- Eutropis beddomei (Jerdon, 1870)
- Eutropis bibronii (Gray, 1839)
- Eutropis bontocensis (Taylor, 1923)
- Eutropis borealis (Brown & Alcala, 1980)
- Eutropis brevis (Günther, 1875)
- Eutropis caraga Barley, Diesmos, Siler, Martinez & Brown, 2020
- Eutropis carinata (Schneider, 1801)
- Eutropis chapaensis (Bourret, 1937)
- Eutropis clivicola (Inger, Shaffer, Koshy & Bakde, 1984)
- Eutropis cumingi (Brown & Alcala, 1980)
- Eutropis cuprea Barley, Diesmos, Siler, Martinez & Brown, 2020
- Eutropis darevskii (Bobrov, 1992)
- Eutropis dattaroyi Amarasinghe, Chandramouli, Deuti, Campbell, Henkanaththegedara & Karunarathna, 2020
- Eutropis dawsoni (Annandale, 1909)
- Eutropis englei (Taylor, 1925)
- Eutropis floweri (Taylor, 1950)
- Eutropis greeri Batuwita, 2016
- Eutropis gubataas Barley, Diesmos, Siler, Martinez & Brown, 2020
- Eutropis indeprensa (Brown & Alcala, 1980)
- Eutropis innotata (Blanford, 1870)
- Eutropis islamaliit Barley, Diesmos, Siler, Martinez & Brown, 2020
- Eutropis lankae (Deraniyagala, 1953)
- Eutropis lapulapu Barley, Diesmos, Siler, Martinez & Brown, 2020
- Eutropis lewisi (Bartlett, 1895)
- Eutropis longicaudata (Hallowell, 1857)
- Eutropis macrophthalma (Mausfeld & Böhme, 2002)
- Eutropis macularia (Blyth, 1853)
- Eutropis madaraszi (Méhely, 1897)
- Eutropis multicarinata (Gray, 1845)
- Eutropis multifasciata (Kuhl, 1820)
- Eutropis nagarjuni (Sharma, 1969)
- Eutropis palauensis Barley, Diesmos, Siler, Martinez & Brown, 2020
- Eutropis quadratilobus (Bauer & Günther, 1992)
- Eutropis quadricarinata (Boulenger, 1887)
- Eutropis resetarii Batuwita, Udugampala & Edirisinghe, 2020
- Eutropis rudis (Boulenger, 1887)
- Eutropis rugifera (Stoliczka, 1870)
- Eutropis sahulinghangganan Barley, Diesmos, Siler, Martinez & Brown, 2020
- Eutropis sibalom Barley, Diesmos, Siler, Martinez & Brown, 2020
- Eutropis tammanna Das, de Silva & Austin, 2008
- Eutropis trivittata (Hardwicke & Gray, 1827)
- Eutropis tytleri (Theobald, 1868)
- Eutropis vertebralis (Boulenger, 1887)